# Order Zasługi Wojskowej (Wirtembergia)
Order Zasługi Wojskowej, wcześniej Order Wojskowy św. Karola (niem. Militärverdienstorden, wcześniej Militär-St. Carls-Orden) – order wojskowy kolejno Księstwa, Elektoratu i Królestwa Wirtembergii.

## Historia
Order należał do grupy najstarszych niemieckich odznaczeń wojskowych. Został ustanowiony 11 lutego 1759 przez Karola Eugeniusza księcia Wirtembergii jako Militär-St. Carls-Orden i zmieniony na Militärverdienstorden  przez Fryderyka I Wirtemberskiego 11 listopada 1806. Nadawany był również po wejściu w 1871 Królestwa Wirtembergii w skład Cesarstwa Niemieckiego. Przyznawania orderu zaprzestano w 1919 po klęsce Cesarstwa Niemieckiego i abdykacji ostatniego króla Wirtembergii Wilhelma II Wirtemberskiego.

## Klasy orderu
Order był przyznawany w trzech klasach:
- I klasa – Krzyż Wielki (Groβkreuz)
- II klasa – Krzyż Komandorski ( Kommanderkreuz)
- III klasa – Krzyż Kawalerski (Ritterkreuz)

## Odznaczeni
Pomiędzy rokiem 1799 a 1919 przyznano co najmniej:
- 95 Krzyży Wielkich,
- 214 Krzyży Komandorskich,
- 3128 Krzyży Kawalerskich.

Wśród odznaczonych znaleźli się m.in.:
- Albrecht Wirtemberski
- Gottlob Berger
- Oswald Boelcke
- Wilhelm Groener
- Paul von Hindenburg
- Franz von Hipper
- Erich Ludendorff
- Helmuth von Moltke
- Manfred von Richthofen
- Erwin Rommel
- Ruppert Wittelsbach
- Reinhard Scheer
- Hugo Sperrle
- Otto Weddigen
- Arthur Wellington
- Emil Thuy
- Paul Strähle